# Canena
Canena és un municipi de la província de Jaén, en la comarca de La Loma. La seva població és de 2.082 habitants segons el cens de 2006.
És molt interessant el seu castell, declarat Monument Nacional, manat construir per Francisco de los Cobos, i realitzat per Andrés de Vandelvira. Té un balneari amb restes romanes.